# Calle Sundblad
Carl-Johan "Calle" Christer Sundblad, född 16 oktober 1971 i Eksjö församling i Jönköpings län, är en svensk journalist.

## Biografi
Han började sin karriär på Smålands-Tidningens sportredaktion i Eksjö 1993 och kom till Aftonbladet i Stockholm 1999, där han började som redigerare och tio år senare slutade som nattchef. Han har även varit nyhetschef på Nya Lidköpings-Tidningen i ett år. Han kom senare till P4 Skaraborg som nyhets- och agendachef där han verkade i åtta år, senast som kanalchef och ansvarig utgivare. 2019 återvände han till Nya Lidköpings-Tidningen, då han blev chefredaktör och ansvarig utgivare där.

### Familj
Sundblad är brorson till Peter Sundblad. Han är sedan 2001 gift med sångerskan Hanna Sundblad (ogift Arvidsson, född 1972) och har fyra barn.